# Barysaŭ
Barysaŭ (in bielorusso Бары́саў?) o Borisov (in russo Бори́сов?, Borisov; in polacco Borysów; in lituano Barysavas) è una città di 143 287 abitanti della Bielorussia situata sulle rive del fiume Berezina.

## Storia
Fu fondata nel 1102 dal principe Boris Vseslavovič di Polack. Nel 1660 fu assediata nell'ambito della guerra russo-polacca. Nel 1812 vi furono sconfitte le truppe di Napoleone mentre attraversavano il fiume Berezina. Nella battaglia il ponte andò distrutto. 
Durante la seconda guerra mondiale, Barysaŭ fu occupata dalla Germania nazista dal 2 luglio 1941 al 1 luglio 1944 e la maggior parte della città fu distrutta. Più di 33 000 persone sono state uccise in sei campi di sterminio costruiti intorno alla città.

## Geografia fisica
La città sorge a metà strada fra Minsk ed Orša, sulla strada M1 Minsk-Mosca. Dalla cittadina di Žodino dista circa 10 km, da Minsk 74 km in direzione nord-est.

## Sport
Vi ha sede la squadra di calcio del Futbol'ny Klub BATĖ, che gioca alla Barysaŭ-Arėna ed è la più titolata di Bielorussia.